# Chambre d'opérations Hawar Kilis
Pour les articles homonymes, voir Hawar.
La Chambre d'opérations Hawar Kilis (HKOR) (arabe : غرفة عمليات حوار كلس, turc : Havar Kilis Operasyon Odası) est une chambre rebelle d'opérations militaires, formée dans le village syrien Hawar Kilis (en),  en avril 2016, pendant la guerre civile syrienne. Elle rassemble plusieurs groupes armés rebelles dont l'immense majorité fait partie de l'Armée syrienne libre. Celle-ci est active dans le gouvernorat d'Alep, le long de la frontière turquo-syrienne. 

## Affiliation et alliances
La chambre d'opérations est affiliée à l'Armée syrienne libre,.
Elle a des liens avec plusieurs groupes. Le Faylaq al-Cham est allié à la chambre d'opérations en raison de la dissolution du Harakat Nour al-Din al-Zenki, qui a lieu le 28 janvier 2017, et qui engendre le ralliement de ses membres présents dans le Nord de la Syrie au Faylaq al-Cham, contrairement à l'ensemble du groupe, qui intègre le Hayat Tahrir al-Cham,,. Le groupe Ahrar al-Cham entretient aussi des liens avec la chambre d'opérations puisque le groupe Fastaqim Kama Umirt intègre ce dernier le 25 janvier 2017,. Les groupes Ahrar al-Charkiya, 5e régiment, Liwa Suqour al-Chamal, Tajamuu al-Qaqaa, Thuwar al-Jazira al-Souriya et la 10e Brigade sont également en relation avec la chambre d'opérations.

## Actions
Elle participe à l'Opération Bouclier de l'Euphrate, appuyée par l'armée turque,.

## Effectifs et commandement
Le chef de la coalition est Mohamed Dheere.

## Composition
Elle regroupe les mouvements suivants, : 
- Jaych al-Tahrir
- la 51e Brigade
- la 13e Division
- le Al-Fauj al-Awwal
- le Fastaqim Kama Umirt (jusqu'au 25 janvier 2017)
- le Liwa al-Fatah
- la 1re escouade d'Alep
- la Division al-Hamza
- le Front du Levant
- la Brigade al-Moutasem
- le Régiment al-Musafa
- la Division du Nord
- les Bataillons islamiques al-Safwah
- la Division Sultan Mourad
- le Liwa Sultan Mehmed Fatih
- le Liwa Suqour al-Jabal (jusqu'au 17 septembre 2016)[13]
- le Harakat Nour al-Din al-Zenki (jusqu'au 28 janvier 2017)